# 赤盞暉
赤盞暉（？—？），金朝初年将领，女真赤盞氏。开始依附辽国，居住在张皇堡，所以以张为汉姓，称为张晖。后徙居来州（今辽宁绥中南）。
他慷慨有志，辽朝末年因战功，封礼宾副使，领来州、隰州、迁州、润州四州屯兵。1122年，归降金朝完颜阿骨打。随完颜阇母定兴中府义州、锦州，以参与击破辽降将张觉，因功授洛州刺史。1125年，随完颜宗望攻打北宋，在孟阳击败宋军。1126年，攻克保州、真定府，围攻开封府。回师，攻打河间府，击败李成的援军。加桂州管内观察使，留守河间府。1127年，跟随完颜宗辅经略山东，攻克青州。再随完颜阇母攻克潍州，加静江军节度使。破泗州，屯军汶阳，在梁山泺获得一千余艘船只。攻下济州、曹州、单州。攻打寿春府、归德府，渡过淮河，为先锋，攻打秀州、苏州、余杭。获得《资治通鉴》版本北回。富平之战，担任右翼，兵败。和讹鲁补获得河州安抚使白常。攻打庆阳府，杀死宋将戴巢。金太宗派他在宋州任归德军节度使。1137年，金熙宗任命他担任安化军节度使。1140年，为定海军节度使，改任济南府尹。后来担任光禄大夫，罢官後转任为昌武軍节度使。1150年，完颜亮任命他为南京留守，改任河南路统军使，世袭猛安，拜尚书右丞，封河内郡王。1151年，任平章政事，封戴王。1156年，为兴平军节度使，1157年，降王爵，为枢密副使，封景国公。十二月，为尚书左丞，封济国公。任大兴府尹。封荣国公。六十五岁赤盞暉病卒，金世宗大定年间，谥号武康。

## 传記資料
- 《金史》列传第十八